# Écholocalisation humaine

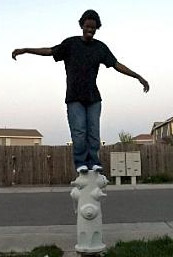
Ben Underwood, aveugle utilisant l’écholocation humaine.

L’écholocalisation humaine est la capacité des humains à détecter des objets dans leur environnement au travers d'échos reçus de ces objets. Cette capacité est utilisée par certains aveugles pour se déplacer dans leur environnement. Ils émettent des sons, que ce soit en tapant avec leur canne, en tapant du pied ou en produisant des clics avec leur bouche.
L'écholocalisation humaine est similaire dans son principe au sonar actif et à l'écholocalisation animale employée par certains animaux comme les chauves-souris ou les dauphins.
En interprétant les sons réfléchis par les objets environnant, une personne entraînée peut identifier de façon précise la position, la texture et la taille d'objets situés entre 20 cm et quelques dizaines de mètres. Elle peut ainsi non seulement utiliser ces informations pour contourner les obstacles et se déplacer d'un point à un autre, mais aussi détecter des mouvements des objets, prendre des repères et reconnaître un lieu sous différents angles.
L'enseignement de l'écholocalisation humaine a été formalisé par Daniel Kish, fondateur de l'organisation non gouvernementale World Access For The Blind. L'écholocalisation peut être spontanément développée par les jeunes enfants aveugles, à moins qu'ils ne soient réprimés dans leur production de bruit et leurs explorations. L'écholocalisation humaine n’implique aucun appareillage, mais ne remplace pas la canne blanche.
De manière insoupçonnée, elle est accessible aux voyants, même lorsque leur audiogramme est médiocre. Il est probable qu'une forme d'écholocalisation humaine ait été employée dès le Paléolithique par les auteurs des peintures rupestres.
L'utilisation de l'ouïe par les aveugles est notée par Denis Diderot dans sa Lettre sur les aveugles à l'usage de ceux qui voient en 1749. Les premières expériences scientifiques sur le sujet débutent vraiment en 1944 avec les travaux de Michael Supa et de son équipe qui confirme que c'est bien l'écho des sons qu'ils émettent qui permet à des aveugles de déterminer la distance de certains obstacles.

## Études scientifiques sur l'écholocalisation humaine
Le 25 mai 2011, une équipe canadienne dirigée par Melvyn A. Goodale (en) (Université de Western Ontario) a publié un article dans la revue PLoS One consacré à l'écholocalisation humaine chez des aveugles grâce au « clic palatal », claquement de la langue contre le palais qui produit des sons dont l'écho peut être localisé à 3° près.
En 2014, Gavin Buckingham, assistant en psychologie de l’université Heriot-Watt d’Edimbourg, publie, avec des collègues canadiens, dans la revue Psychological Science, un article qui met en évidence la puissance de cette perception. L’équipe de Gavin Buckingham montre que des aveugles écholocalisateurs se trompaient sur le poids d’un objet dès lors qu’ils en éprouvaient la taille, exactement comme les voyants,.
En 2017, une étude révèle que les clics utilisés pour l'écholocalisation humaine sont des signaux à bande large, dont la fréquence varie d'un individu à l'autre, mais aussi dans la production d'un même individu.

## Personnes qui utilisent l'écholocalisation humaine

### Daniel Kish
L'écholocalisation a été développée par Daniel Kish, qui travaille avec des aveugles et enseigne comment utiliser cette méthode au travers de son organisation à but non lucratif World Access for the Blind. Il appelle cette méthode « Mobilité perceptuelle ».

### Tom De Witte
Tom De Witte est né en 1979 en Belgique, avec un glaucome bilatéral congénital. De Witte est complètement aveugle depuis 2009 en raison de problèmes additionnels aux yeux.
Daniel Kish lui enseigna l'écholocalisation, et il fut appelé le « Batman belge » par la presse[réf. souhaitée].

### Boris Nordmann
Boris Nordmann a perdu l'usage de ses yeux et vit en France. Il revendique l'aveuglement volontaire comme une source d'émerveillement, de connaissance de soi et de rencontres. Il propose des ateliers collectifs d'initiations à l'écholocalisation pour voyants et non-voyants qu'il nomme « Blind trips ».